# جيمس إف. كاهيل
جيمس إف. كاهيل (بالإنجليزية: James F. Cahill)‏ هو عسكري أمريكي، ولد في 1926، وتوفي في 28 فبراير 2008.